# Commissariato dello Stato per la Regione Siciliana
Il commissario dello Stato per la Regione Siciliana è un organo costituzionale della Repubblica italiana, con sede in Palermo, previsto dal regio decreto legislativo 15 maggio 1946, n. 455, convertito in legge costituzionale 26 febbraio 1948, n. 2.
Con la sentenza n. 255 del 3 novembre 2014 della Corte costituzionale infatti "gli articoli 27, 28, 29 e 30 dello statuto di autonomia non trovano più applicazione, per effetto dell'estensione alla Regione siciliana del controllo successivo, previsto dall'art. 127 della Costituzione per le Regioni a statuto ordinario". Ciò sebbene l'articolo 9 della legge 5 giugno 2003, n. 131, avesse mantenuto inalterato l’istituto.

## Storia
Previsto dallo Statuto speciale della Regione Siciliana del 15 maggio 1946, è stato formalmente individuato con il decreto legislativo del capo provvisorio dello Stato del 10 maggio 1947 n. 307, successivamente integrato con il decreto del Presidente della Repubblica del 4 giugno 1969, n. 488 (norme di attuazione dello Statuto).
Il primo Commissario dello Stato, nel giugno 1947, è stato il prefetto di Palermo pro tempore, Cesare Vittorelli, al quale nel corso degli anni si sono succeduti, anche a riposo, funzionari dello Stato di massimo livello, nominati con decreto del Presidente della Repubblica su deliberazione del Consiglio dei ministri e scelti, fino a oggi, tra i prefetti della Repubblica (d. lgs.  Capo provvisorio dello Stato 10 maggio 1947, n. 307). Per l'esercizio delle funzioni, in caso di assenza o impedimento del Commissario, è stata prevista la figura del Vice commissario dello Stato, pure scelto tra gli alti dirigenti dello Stato e nominato con decreto del Presidente della Repubblica, previa deliberazione del Consiglio dei ministri (D. P. R. 4 giugno 1969, n. 488).
Nel 1956 il Commissario dello Stato impugnò la legge sulla "disciplina della ricerca e coltivazione delle sostanze minerali della Regione" approvata dall'Assemblea regionale siciliana il 14 marzo 1956, davanti all'Alta Corte. Nel relativo giudizio di legittimità costituzionale il Commissario dello Stato eccepì l'incompetenza dell'Alta Corte siciliana, avviando così il giudizio davanti alla Corte costituzionale, che si concluse nel 1957 con la soppressione di fatto di quell'organo costituzionale.
Dalla prima sede di via del Giardino (oggi via Generale Carlo Alberto Dalla Chiesa), l'Ufficio si è trasferito dapprima nei locali di via Principe di Villafranca e quindi, nel 1979, nell'attuale sede di piazza Principe di Camporeale n. 23.
L'attività del Commissario dello Stato venne inizialmente incentrata all'osservanza delle previsioni statutarie relativamente all'esercizio della funzione di controllo preventivo di legittimità costituzionale innanzi all'Alta Corte, poi dagli anni sessanta alla Consulta, dei disegni di legge approvati dall'Assemblea regionale siciliana (ARS) (art.28), non essendo mai stata attuata la facoltà di promuovere lo scioglimento dell'ARS  e la rimozione del Presidente della Regione (art. 8).
Il potere di proporre ricorso avverso le leggi dello Stato lesive dell'autonomia regionale (art.30) è stato successivamente dichiarato decaduto dalla Corte costituzionale a seguito della sentenza n. 545 del 1989. Tale potere connotava la terzietà del Commissario nei confronti dello Stato e delle Regioni.

### Commissari dello Stato
Dal 1947 ad oggi ci sono stati 26 Commissari dello Stato, scelti tra i prefetti, anche a riposo, della Repubblica.
| nr. | Commissario                   | Inizio     | Fine       |
| --- | ----------------------------- | ---------- | ---------- |
| 1   | Cesare Vittorelli             | 30/06/1947 | 30/01/1953 |
| 2   | Attilio Gargiulo              | 31/10/1953 | 24/10/1954 |
| 3   | Manlio Binna                  | 25/10/1954 | 22/10/1955 |
| 4   | Santi Iannone                 | 23/10/1955 | 22/10/1956 |
| 5   | Santi Gambardella             | 23/10/1956 | 03/02/1958 |
| 6   | Angelo Vincenti               | 10/02/1958 | 06/11/1966 |
| 7   | Lorenzo Torrisi               | 07/11/1966 | 30/11/1969 |
| 8   | Alfonso Correra               | 01/12/1969 | 14/01/1973 |
| 9   | Giuseppe Renato               | 15/01/1973 | 24/07/1973 |
| 10  | Ciro Conte                    | 25/07/1973 | 11/12/1973 |
| 11  | Emilio Fedele Di Catrano      | 12/12/1973 | 30/11/1975 |
| 12  | Antonio Di Lorenzo            | 01/12/1975 | 31/08/1978 |
| 13  | Lucio Venturini               | 01/09/1978 | 20/11/1979 |
| 14  | Giorgio Brancato              | 21/11/1979 | 31/10/1983 |
| 15  | Francesco Abatelli            | 01/11/1983 | 30/04/1986 |
| 16  | Francesco Presti              | 01/05/1986 | 22/05/1987 |
| 17  | Michele La Gala               | 23/05/1987 | 06/11/1988 |
| 18  | Antonino Prestipino Giarritta | 07/11/1988 | 01/09/1991 |
| 19  | Vittorio Piraneo              | 02/09/1991 | 31/07/1997 |
| 20  | Gianfranco Romagnoli          | 10/10/1997 | 30/06/2005 |
| 21  | Alberto Di Pace               | 30/12/2005 | 24/12/2009 |
| 22  | Michele Lepri Gallerano       | 24/12/2009 | 30/09/2010 |
| 23  | Carmelo Aronica               | 30/12/2010 | 29/02/2016 |
| 24  | Claudio Sammartino            | 01/09/2016 | 15/10/2018 |
| 25  | Giovanna Cagliostro           | 26/03/2019 | 20/10/2020 |
| 26  | Ignazio Portelli              | 06/11/2021 | in carica  |

## Funzioni
Diverse leggi statali hanno nel tempo attribuito altre funzioni di carattere amministrativo, che non interferiscono con la funzione primaria e  hanno contribuito a connotare la posizione del Commissario dello Stato nell'assetto istituzionale quale punto di riferimento per lo svolgimento di compiti di interesse generale a livello regionale.
Nel corso degli anni, pertanto, l'esercizio delle funzioni commissariali ha subito una progressiva evoluzione che, sempre nel rispetto della posizione di terzietà del Commissario dello Stato nei confronti sia dello Stato che della Regione, è passata attraverso fasi di collaborazione ad ampio raggio, verso forme avanzate di impulso, promozione e sostegno della attività delle pubbliche amministrazioni in ambito regionale, che hanno portato alla realizzazione di progetti innovativi e iniziative rivolti a favorire i processi di sviluppo e di ammodernamento delle amministrazioni coinvolte.
Il Commissario dello Stato ha esercitato fino al novembre 2014 il controllo di legittimità costituzionale dei disegni di legge approvati dall'Assemblea regionale siciliana, prima che questi venissero promulgati, in applicazione dell'art. 28 dello Statuto speciale. Nell'esercizio di tale competenza:
- Analizzava i disegni di legge depositati all'Assemblea regionale siciliana e ne seguiva l'iter parlamentare sino all'avvenuta approvazione definitiva.
- Proponeva ricorso alla Corte costituzionale avverso le leggi che venivano approvate dall'Assemblea:
  - nelle materie di competenza legislativa esclusiva della Regione, in caso di violazione di norme costituzionali e statutarie e di principi generali dell'ordinamento giuridico e di leggi nazionali di riforma economico-sociale;
  - nelle materie di competenza legislativa concorrente con quella dello Stato,  anche per contrasto con i principi contenuti nelle "leggi quadro" statali.
- Informava l'Amministrazione centrale dello Stato sui provvedimenti legislativi adottati dalla Regione e dava notizia della avvenuta pubblicazione sulla Gazzetta Ufficiale della Regione Siciliana.

Lo Statuto Speciale della Regione Siciliana attribuisce al commissario dello Stato il dovere di promuovere lo scioglimento dell'ARS per persistente violazione dello Statuto e la rimozione del Presidente della Regione (art. 8).
Dopo la sentenza n. 255 del 2014 della Consulta, il commissario deve:
- Redigere il rapporto sui contenuti delle leggi regionali e trasmetterlo alla Presidenza del Consiglio dei ministri per l’eventuale impugnativa entro i sessanta giorni successivi alla pubblicazione della legge nella Gazzetta ufficiale della Regione, essendo organo di impulso processuale;
- Informare gli organi statali sull'attività legislativa e amministrativa della Regione nonché sugli avvenimenti che possono avere ripercussione sulla situazione politica regionale e sui rapporti Stato-Regione;
- Esercitare compiti che non derivano espressamente dallo Statuto Speciale della Regione, in quanto sono stati attribuiti nel tempo dalla legislazione statale ordinaria e non interferiscono direttamente con l'esercizio delle prerogative di autonomia della Regione. In particolare:
  - Acquisire dall'autorità giudiziaria, ai sensi degli artt.  7 e 8 del D.lgs. n. 235/2012, i provvedimenti che riguardano i deputati regionali coinvolti in procedimenti penali;
  - Acquisire dalle Ragionerie provinciali dello Stato, ai sensi degli artt. 60 e 62 del D.lgs. 165/2001, l'elenco degli enti che non hanno provveduto a inviare il conto annuale delle spese per il personale entro i termini indicati dalla Ragioneria Generale dello Stato e adotta i provvedimenti di sospensione dei finanziamenti erariali nei confronti delle amministrazioni inadempienti;
  - Curare la trasmissione degli atti di sindacato ispettivo del Parlamento nazionale (interrogazioni e interpellanze) agli uffici competenti presenti nella Regione ai fini della acquisizione delle notizie utili per la risposta;
  - Intervenire nei confronti degli uffici della Regione al fine di acquisire notizie, dietro espressa richiesta degli organi centrali dello Stato, su argomenti di specifico interesse che riguardino attività di competenza della Regione.

È fatto obbligo all’amministrazione regionale e alle altre pubbliche amministrazioni di fornire al Commissario dello stato le informazioni e i documenti necessari per l’esercizio delle sue funzioni (art. 3 D. P. R. 4 giugno 1969, n.488). Al Commissario, sono riconducibili le funzioni attribuite dall’art. 10 della legge La Loggia n. 131/2003, improntando il proprio operato ai principi costituzionali della leale collaborazione.
È parte rilevante l’attività informale svolta per favorire i rapporti del Governo nazionale con la Regione.
Il Commissario dello Stato è nella Regione Siciliana il funzionario dello Stato di più alto livello per il profilo costituzionale, l’esercizio e la titolarità di funzioni e di responsabilità, nonché per protocollo del cerimoniale. Nell’operare impronta il proprio operato ai principi costituzionali della leale collaborazione.

## Unicità della figura
Prima della sentenza n. 255 del 3 novembre 2014 della Corte Costituzionale, la figura istituzionale del Commissario dello Stato per la Regione Siciliana costituiva ancor di più un unicum in Italia. Nessuna delle figure apparentemente analoghe operanti con diversi compiti e denominazioni nelle altre regioni italiane (commissario del Governo, rappresentante dello Stato, ecc.) era titolare dello stesso potere di diretta impugnativa delle leggi regionali per illegittimità costituzionale o per violazione dello Statuto.